# Kaibutsu Ōjo
Kaibutsu Ōjo (怪物王 lit. Princesa monstruo?), también conocida como Princess Resurrection, es un manga escrito por Yasunori Mitsunaga. Se ha hecho una adaptación al anime basado en la serie en el estudio Madhouse. El mismo comenzó a transmitirse el 13 de abril de 2007 en BS-TBS (en ese momoento BS-i), y KBS. El diseño de personajes fue hecho por el director jefe de animación Kazuya Kuroda, y la dirección fue por Masayuki Sakoi.

## Argumento
La serie sigue a Hiro, un muchacho que se muda a casa de Hime, donde trabaja su hermana mayor. Allí Hiro descubre que Hime debe enfrentarse a los diferentes monstruos que le envían sus hermanos, ya que de todos, sólo uno puede convertirse en el rey o reina del Reino de las Sombras.

## Medios de comunicación

### Anime
Un anime de 26 episodios dirigido Masayuki Sakoi y Madhouse emitido en BS-TBS y KBS estuvo afiliado con Anime Networks desde el 13 de abril de 2007 hasta el 28 de septiembre del mismo año. A diferencia del manga, el anime es menos violento y las escenas gore se redujeron. El opening es "Blood Queen", interpretado por Aki Misato y el ending es Hizamazuite Ashi wo Oname (跪いて足をお嘗め?), por Ali Project. El OST oficial de la serie es Princess Resurrection OST - Sympathy for the Belonephobia, el cual se publicó el 3 de octubre de 2007.